# Ермолино (Грязовецкий район)
Ермолино — деревня в Грязовецком районе Вологодской области.
Входит в состав Ростиловского муниципального образования, с точки зрения административно-территориального деления — в Ростиловский сельсовет.
Расстояние по автодороге до районного центра Грязовца — 21 км, до центра муниципального образования Ростилово — 14 км. Ближайшие населённые пункты — Дор, Кокарево, Спас-Нурма.
По переписи 2002 года население — 24 человека (12 мужчин, 12 женщин). Всё население — русские.